# ディズニーギャラリー
ディズニーギャラリー（The Disney Gallery）は、ディズニーランドのメインストリートUSAにある、アトラクション、およびそのアトラクションに併設しているショップ。東京ディズニーランドのワールドバザールにも存在したが、2016年9月30日をもってクローズした。

## このアトラクションがあるパーク
- ディズニーランド(ディズニーランド・リゾート)

過去に存在していたパーク
- 東京ディズニーランド(東京ディズニーリゾート)

## 概要
- アトラクションとしての「ディズニーギャラリー」は、ディズニー・テーマパークやディズニーアニメーション映画などに関する品々を展示しているアトラクション。いわばディズニーの博物館・美術館といったところである。
- ショップとしての「ディズニーギャラリー」は、アトラクションの隣りに併設されており、ディズニー映画所在するパークのアトラクションのポスターなどを販売している。

## 各施設の紹介

### ディズニーランド
| ディズニーギャラリー The Disney Gallery | ディズニーギャラリー The Disney Gallery | ディズニーギャラリー The Disney Gallery | ディズニーギャラリー The Disney Gallery |
| --------------------------------------- | --------------------------------------- | --------------------------------------- | --------------------------------------- |
| オープン日                              | オープン日                              | 2009年10月2日                           | 2009年10月2日                           |
| スポンサー                              | スポンサー                              | なし                                    | なし                                    |
| 利用制限                                |                                         | なし                                    | なし                                    |
| ファストパス                            | ファストパス                            |                                         | 対象外                                  |
| シングルライダー                        | シングルライダー                        |                                         | 対象外                                  |

### 東京ディズニーランド

#### アトラクション
| ディズニーギャラリー | ディズニーギャラリー | ディズニーギャラリー | ディズニーギャラリー |
| -------------------- | -------------------- | -------------------- | -------------------- |
| オープン日           | オープン日           | 1993年4月15日        | 1993年4月15日        |
| クローズ日           | クローズ日           | 2016年9月30日        | 2016年9月30日        |
| スポンサー           | スポンサー           | なし                 | なし                 |
| 所要時間             | 所要時間             | フリー               | フリー               |
| 定員                 | 定員                 | なし                 | なし                 |
| 利用制限             |                      | なし                 | なし                 |
| ファストパス         | ファストパス         |                      | 対象外               |
| シングルライダー     | シングルライダー     |                      | 対象外               |

以前は館内全域でカメラやビデオ類の撮影が一切禁止されていたが、2015年3月ごろから撮影可能となった。また、2005年5月よりアトラクション内に「ディズニードローイングクラス」の教室が作られたため、展示面積が以前より縮小されていた。
アトラクションの入り口は1階だが、展示している場所は2階にあるため、階段かエレベーターを使用して2階へ上がる。
かつては2-3年周期で展示内容が入れ替わっていたが、現在は2005年にスタートした『「ディズニー・ドッグ＆キャット」〜ディズニーアニメーションの名優たち〜』以来展示内容の変化は行われていなかった。
2005年に終了した「ディズニーコレクション」という物販店で扱っていたフィギュア（人形）が、このアトラクションに移設された。
2016年2月19日にビビディ・バビディ・ブティックが2017年春に作られることが発表となり、「ディズニーギャラリー」および「ディズニードローイングクラス」が2016年秋にクローズすることが決まった。その後2016年9月30日をもってクローズとなった。
アトラクションの沿革
- 1992年4月15日～　『テーマパークのアートワーク』開催
- 1995年4月15日～　『ウォルト・ディズニー 夢の建設 ディズニーランドUSA』開催
- 1997年4月15日～1998年3月31日　『ディズニー・アニメーション・マジック～魔法の王国へのひらめき～』開催[2]
- 1998年7月17日～2000年3月下旬　『イマジニング・ザ・ドリーム』開催[3]
- 2000年4月15日～　『東京ディズニーシー・スペシャルプレビュー』開催
- 2001年10月1日～　『～すべては一匹のネズミから始まった～ セレブレーション・オブ・ミッキーマウス』開催
- 2003年4月15日～2005年3月10日　『マジカル20イヤーズ 夢と魔法の軌跡』開催[4]
- 2005年4月15日～　『「ディズニー・ドッグ＆キャット」～ディズニーアニメーションの名優たち～』開催

#### ショップ
| ディズニーギャラリー | ディズニーギャラリー |
| -------------------- | -------------------- |
| オープン日           | 1993年4月15日        |
| クローズ日           | 2016年9月30日        |
| スポンサー           | なし                 |
| 商品ジャンル         | 文具やポスターなど   |
| 宅配センター         | 対象外               |

ディズニー映画や東京ディズニーランドのアトラクションのポスターやフィギュアリン、ポストカード、文具などが販売されていた。アトラクションに併設という形をとっているため、他のショップに比べると商品の数は少ない。

## Trivia
- 『ディズニー・ドッグ&キャット』では、『リロ・アンド・スティッチ』のスティッチの人形が展示されていた（スティッチは普段の生活で犬になりすましているため）。